# 簡陽市
簡陽市（かんよう-し）は中華人民共和国四川省に位置する省直轄の県級市であり、しばらくの間、成都市の代理管轄下に置かれている。

## 歴史
漢代に牛鞞県が設置され、555年、西魏により陽安県と改称した。603年（仁寿3年）に簡州が設置され、陽安県、平泉県、金水県の3県を管轄したが、1373年（洪武6年）に簡州は簡県に降格した。1513年（正徳8年）に再び簡州に昇格し、資陽県（1727年に資州に昇格）を管轄した。
1913年（民国2年）、州制廃止に伴い簡陽県が設置され、1994年に県級市に改編された。1998年6月、内江市から資陽地区（2000年から資陽市）に移管され、2016年5月資陽市から成都市に移管され現在に至る。

## 行政区画
16街道、21鎮を管轄する。
- 街道：射洪壩街道、簡城街道、新市街道、東渓街道、平泉街道、石橋街道、赤水街道、石盤街道、養馬街道、賈家街道、丹景街道、福田街道、玉成街道、三岔街道、草池街道、石板凳街道
- 鎮：楊家鎮、禾豊鎮、雲竜鎮、三星鎮、鎮金鎮、石鐘鎮、施家鎮、三合鎮、平武鎮、踏水鎮、江源鎮、湧泉鎮、芦葭鎮、青竜鎮、高明鎮、武廟鎮、壮渓鎮、宏縁鎮、雷家鎮、海螺鎮、董家埂鎮

## 交通
- 成渝線
- 成渝旅客専用線
- 成渝高速道路
- 成安渝高速道路（建設中）
- 成都天府国際空港
- 国道
  - G318国道
  - G319国道（中国語版）
  - G321国道